# Dyscia alvarensis
Dyscia alvarensis là một loài bướm đêm trong họ Geometridae.